# Bettendorff (Adelsgeschlecht)

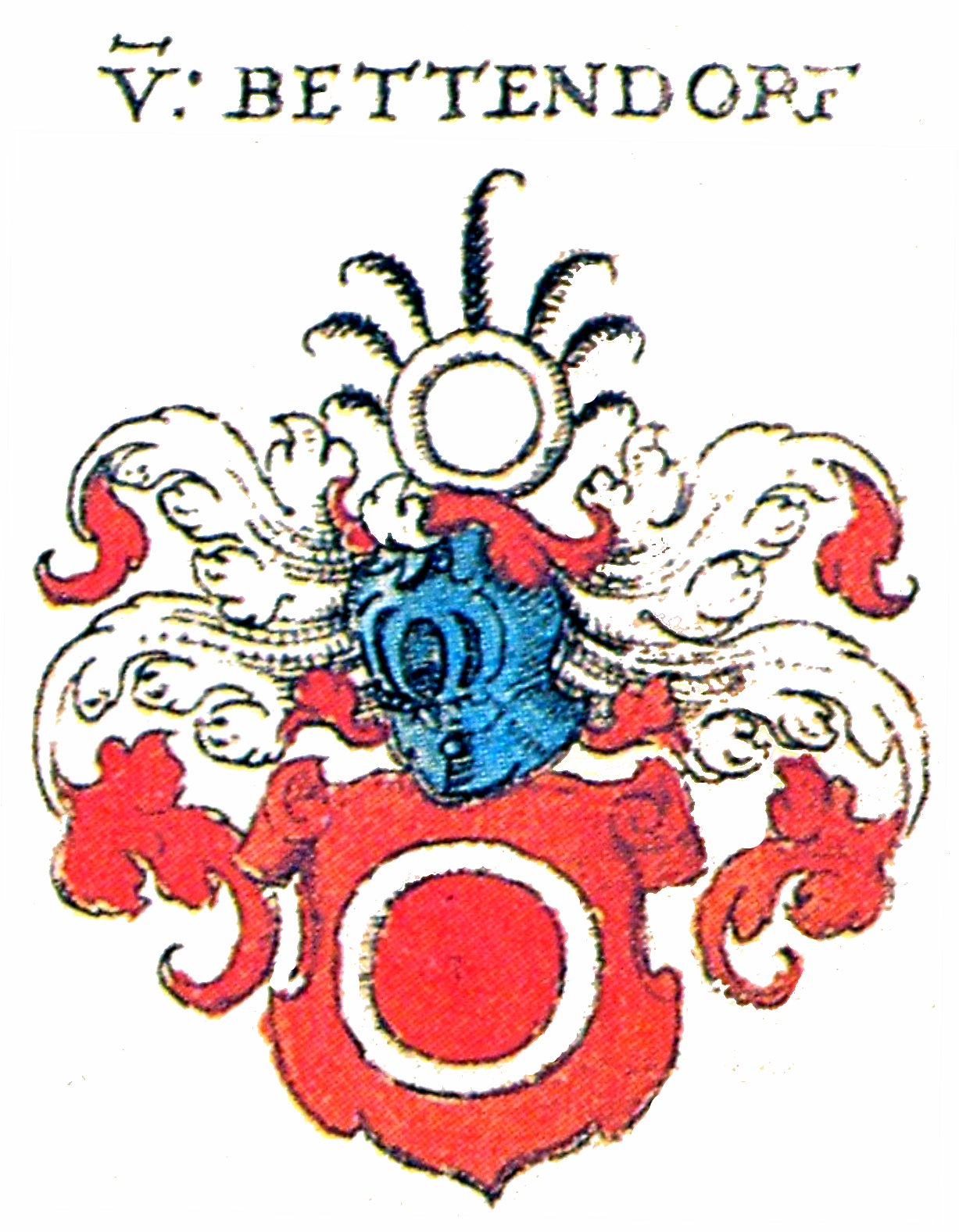
Wappen der Bettendorf

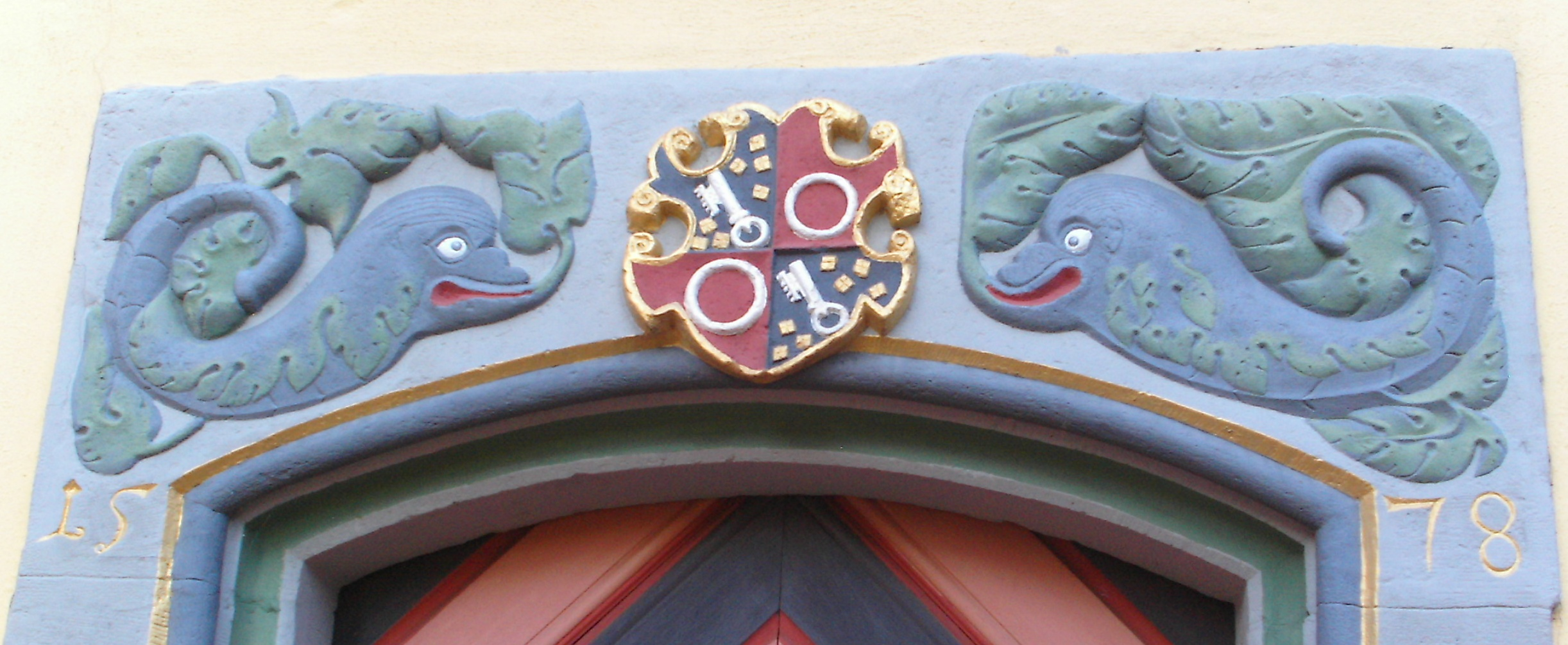
Türsturz mit Wappen des Wormser Bischofs Dietrich II. von Bettendorf, Ladenburg, Bereich des Bischofshofes

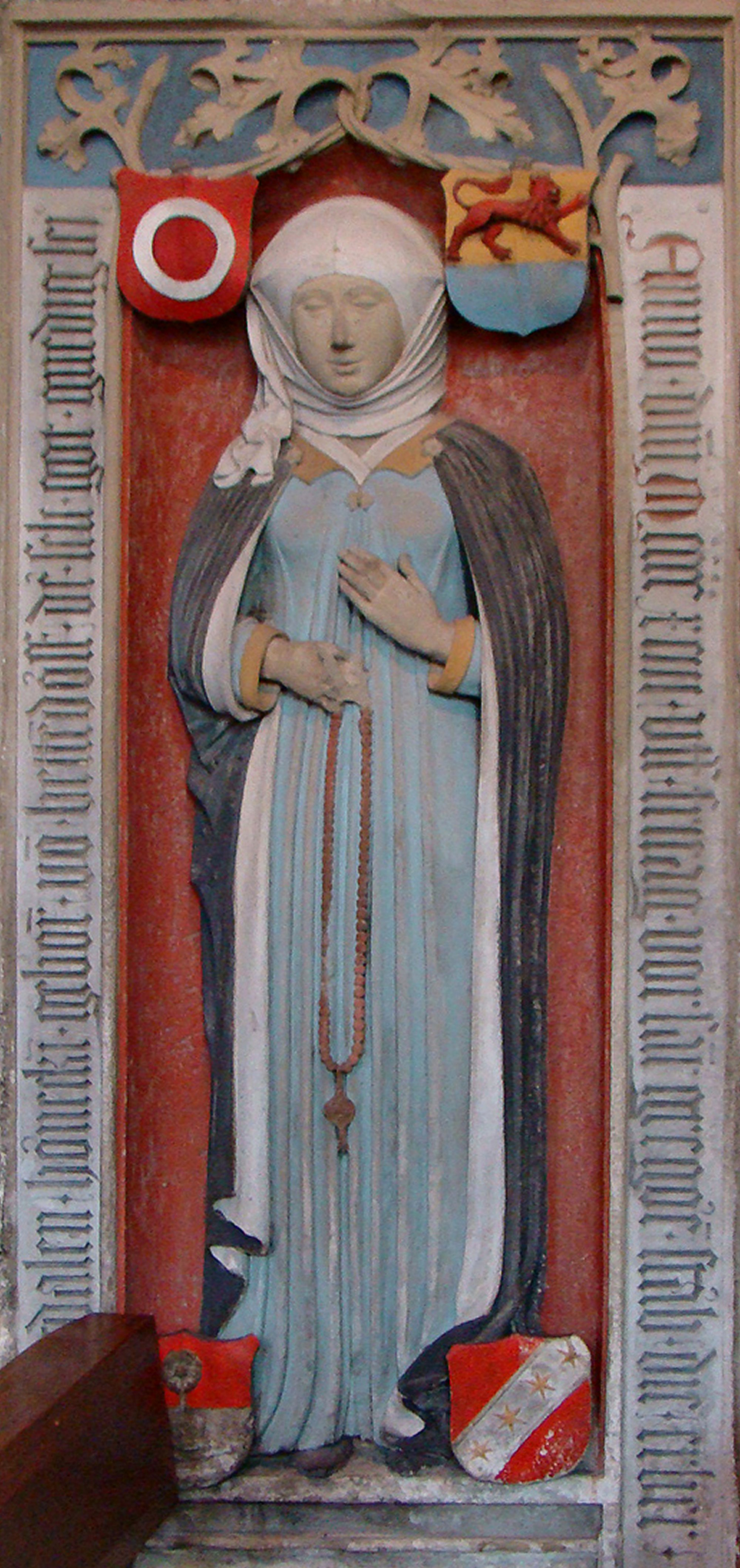
Grabmal der Magdalena von Bettendorff in der Notburgakirche Hochhausen

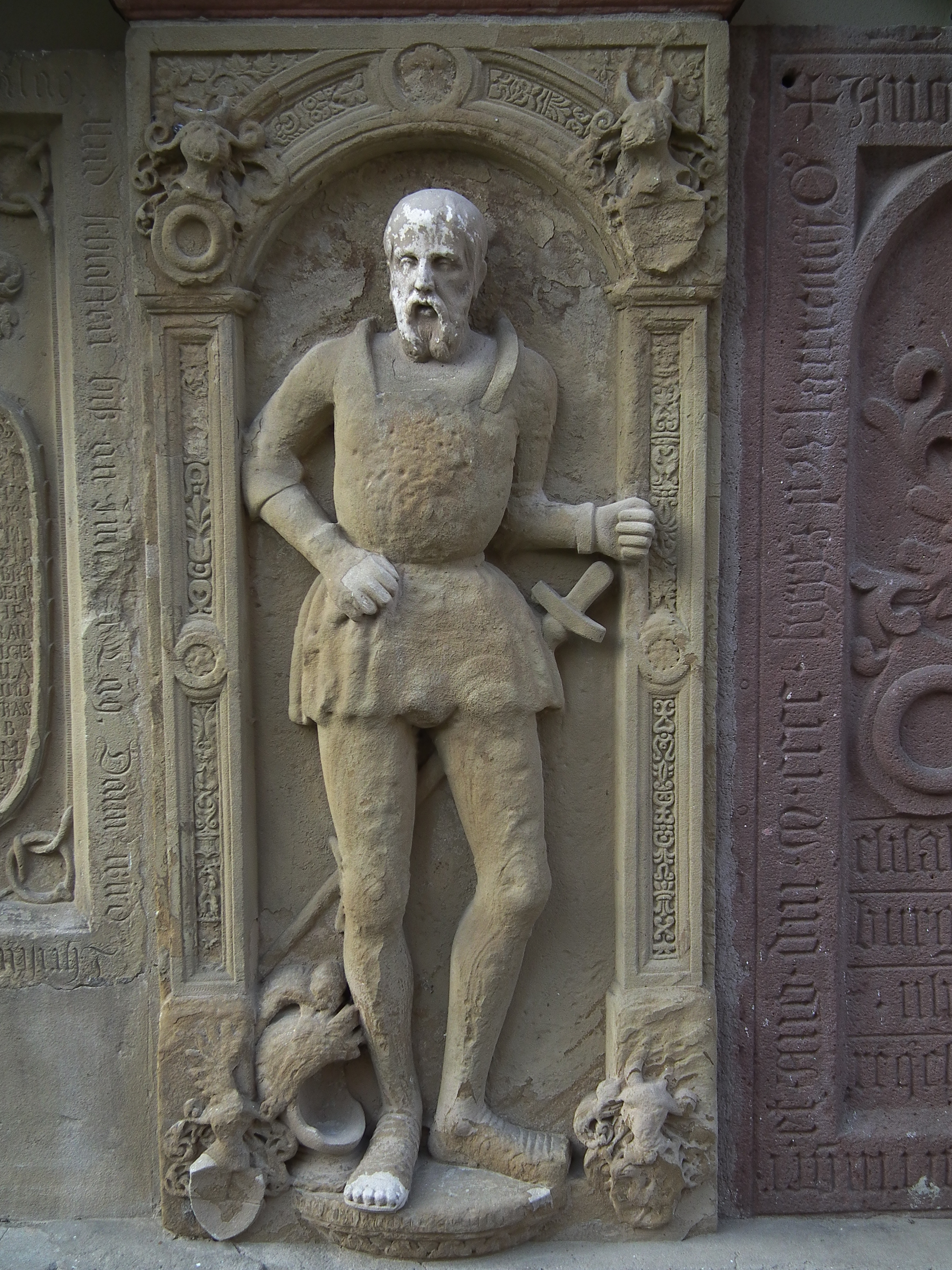
Grabmal des Hans von Bettendorff an der St.-Laurentius-Kirche Nußloch

Die Freiherren von Bettendorff, auch Bettendorf oder Pettendorf, waren ein Adelsgeschlecht mit Besitztümern u. a. in Gauangelloch, Schatthausen, Mauer und Nußloch im Rhein-Neckar-Kreis im Norden Baden-Württembergs. Mediatisierung 1806.

## Mittelalter
Im Jahre 1071 führte erstmals Friedrich von Bettendorff, Zeuge bei einer Schenkung König Heinrichs IV., den Namen Pettendorf nach seinem Besitz Pettendorf bei Regensburg. Dieses edelfreie Geschlecht erlosch bereits mit den mutmaßlichen Enkelinnen des Friedrich Heilika von Scheyern, der Stammmutter der Wittelsbacher, und Heilwiga, die Gebhard I. von Leuchtenberg heiratete.
Das Geschlecht der späteren Freiherrn von Bettendorff hatte zunächst seinen Sitz auf der Burg Pettendorf bei Neunburg vorm Wald. Friedrich Pettendorfer wird 1300 genannt und besaß die Burg Pettendorf und freiadlige Güter, eines in Leckendorf bei Nabburg, eines in Altendorf an der Schwarzach als Lehen.
Altmann von Bettendorf kam mit Pfalzgraf Ruprecht nach Heidelberg und wurde Burggraf der Burg Stahleck (Bacharach) und Amtmann von Bacharach. Er nahm 1413–1414 im Gefolge Kurfürst Ludwigs III. am Konzil von Konstanz teil.
Vermutlich wechselte bereits Friedrichs Enkel Conrad, verheiratet mit Richild von Muggenthal, in die rheinische Pfalz, da sein Sohn Dietrich von Bettendorff (theodoricus pettendorffer) in Heidelberg auf seinem Grabstein von 1414 als „armiger bavar’“ und „camerarius“ des Pfalzgrafen Ludwig bezeichnet wird. Schon Dietrich, dessen Ehefrau aus der Familie von Niefern (bei Pforzheim) stammen soll, erwarb Besitz in Nußloch. Dieser Besitz vermehrte sich durch die Heirat von Dietrichs Sohn Ulrich († 1440), Kurpfälzischer Kammermeister und Schultheiß in Heidelberg, mit Anna Reyp von Odernheim, der Tochter des Heidelberger Patriziers und Ritters Arnold Reyp von Odernheim, der 1427 das Nußlocher Freigut der Familie von Oswilre erworben hatte und seiner Tochter vererbte. Dieses Freigut könnte den Kern des noch heute bestehenden Bettendorffschen Gutes in Nußloch bilden, in dessen Mauern sich ein Stein mit der Jahreszahl 1414 erhalten hat.
Bedeutender für die Familie wurde der Erwerb des pfälzischen Lehengutes Gauangelloch südlich von Heidelberg im Kraichgau. 1404 verkaufte Ruprecht Mönch von Rosenberg seinem Schwager Peter von Angelach die halbe Feste von Angelloch. Um 1450 kaufte Ludwig von Bettendorff diese Angelachsche Hälfte. Ludwigs Tochter soll Magdalena sein, deren Grabstein von 1493 in Hochhausen noch zu sehen ist. Sie heiratete Hans Neithard Horneck von Hornberg. 1476 kaufte der Kurpfälzische Hofmeister Philipp von Bettendorff d. Ä. die zweite Hälfte von Gauangelloch von den Mönch von Rosenberg. In der Kirche von Gauangelloch wurde Philipps erste Ehefrau, Elisabeth Lamb von Horchheim (Lemblin de Horkheim) 1478 begraben (Grabstein). Die Söhne des Philipp und der Elisabeth waren Wolf und Hans von Bettendorff.
Die in der Oberpfalz verbliebene Linie starb im 15. Jahrhundert aus. Ulrich aus dieser Linie war 1402 bis 1422 Abt von Kloster Sankt Emmeram.

## Neuzeit
Die Adelsfamilie war im 16. Jahrhundert mit den Gans von Otzberg verschwägert und scheint Besitztum im Bereich der Zent Umstadt besessen zu haben. Zwei Grabepitaphe befinden sich in der dortigen Stadtkirche, ein Fragment der Lucia von Bettendorf († 1554), geborene Landschad von Steinach, und der Grabstein des Wolf von Bettendorf († 1555). Wolf v. Bettendorf war Oberamtmann der Kurpfalz im Kondominat Umstadt und im Oberamt Otzberg. Wolfs Söhne waren Ludwig, 1553 Burggraf auf dem Heidelberger Schloss und kurpfälzischer Hofmeister, 1566 auch Küchenmeister und Hans, pfalz-zweibrückischer Rat und Richter am Rittergericht in Weißenburg, Stammvater der „Mainzer Linie“ und der „Wedesheimer Linie“ des Geschlechts.
Wolfs Bruder Hans von Bettendorf (1484–1556), Haushofmeister des Kurfürsten Ottheinrich in Heidelberg, war vermählt mit Barbara von Gemmingen, Tochter des Philipp von Gemmingen († 1520) und der Anna von Helmstatt († 1519). Ihre Epitaphien sind in der katholischen Pfarrkirche zu Nußloch erhalten. Ihr Sohn Dietrich von Bettendorf (1518–1580) war von 1552 bis 1580 als Dietrich II. Bischof von Worms. Dessen Schwester Anna stand als Priorin dem Kloster Lobenfeld vor, eine andere Schwester, Katharina († 1573), war Äbtissin von Kloster Frauenalb. Von seinen Brüdern sind zu nennen: Wilhelm († 1552), kurpfälzischer Vitztum in Neustadt und Philipp, Oberamtmann in Boxberg und Faut in Mosbach, der die Tochter des Dietrich von Gemmingen († 1526) heiratete, welcher 1522 in Neckarmühlbach als einer der ersten Ritter im Kraichgau die Reformation eingeführt hatte. In zweiter Ehe verband sich Philipp von Bettendorff mit Veronika von Venningen, Tochter des langjährigen kurpfälzischen Kanzlers Florenz von Venningen (1466–1538) und Nichte der Äbtissin Margaretha von Venningen († 1505).
Gegen Ende des 17. Jahrhunderts bestanden vier Familienäste in Mainz, Miltenberg, Gauangelloch und Wedesheim (Weidesheim, südlich Saargemünd im Westrich, heute OT von Kahlhausen).
Der Gauangellocher Zweig erlosch 1763 und wurde von dem aus dem Miltenberger hervorgegangenen Gissigheimer Ast beerbt. 1773 starb der Mainzer Zweig aus. Der letzte Angehörige des Wedesheimer Astes wurde 1831 durch seinen Neffen Karl Graf von Sparre-Kroneberg beerbt, der seinem Namen das Bettendorf hinzufügte.
Da mit Ludwig Wilhelm Sigmund Franz Christian Freiherr von Bettendorf (* 10. März 1862 in Bamberg; † 25. Oktober 1942 in Nußloch) der Mannesstamm auch des Gissigheimer Astes erlosch, führte seine Tochter Gertrud Freifrau von Bettendorff (1904–1999) Geschlecht und Namen fort, indem sie ihren Enkel Freddy Freiherr von Bettendorff Escorsell adoptierte.

## Stiftungen
1718 stiftete Amalia Elisabeth von Mentzingen, geb. Bettendorf, das Kayserliche Reichsfreye Adeliche Creichgauerischen Fräulein-Stifft. In ihrem Testament verfügte sie, mit ihrem elterlichen Erbe adeligen evangelischen Fräulein aus dem Ritterkanton Kraichgau ein zurückgezogenes, aber standesgemäßes Leben zu ermöglichen, falls dies durch die Familien nicht gewährleistet werden konnte.

## Bauwerke
In Gauangelloch finden sich noch Teile des nach der Erbauung durch die Ritter von Angelach in Bettendorf’schen Besitz gelangten Schlosses, in Schatthausen das zum Gutshof umgebaute Wasserschloss, in Eberbach das Bettendorfsche Haus und in Gissigheim ein Barockschloss.

## Personen
- Wolf von Bettendorf (1490–1555; † in Groß-Umstadt), kurpfälzischer Oberamtmann im Oberamt Otzberg.
- Katharina von Bettendorf († 1573), Äbtissin des Klosters Frauenalb
- Dietrich von Bettendorf (1518–1580); von 1552 bis 1580 als Dietrich II. Fürstbischof von Worms
- Adolph Johann Karl Freiherr von Bettendorf (1640–1705), Friedberger Burggraf
- Lothar Johann Karl Freiherr von Bettendorf (1674–1745), Kurmainzer Großhofmeister
- Johann Philipp Freiherr von Bettendorf (1718–1773), Kurmainzer Großhofmeister
- Johann Philipp Freiherr von Bettendorf, († 1711 in Grünberg/Schlesien im Großen Nordischen Krieg), kurpfälzischer Generalfeldmarschall-Lieutenant.
- Philipp Ludwig Freiherr von Bettendorf, († 23. Oktober 1733 in St. Sebastiana bei Neapel), Generalmajor